# 小斑彎線䲁
小斑彎線䲁（學名：Helcogramma microstigma），為輻鰭魚綱䲁形目三鰭䲁科彎線䲁屬的一個種，2006年，Wouter Holleman對其進行了描述，分布於西印度洋莫三比克至葛摩海域，本魚體型小呈圓柱狀，吻部短，側面鈍，上頜向後延伸至眼前緣下方，上下頜齒細而密，下唇皺褶變窄，上唇內緣具細圓齒，頸背、腹部及第1背鰭基部前部無鱗，尾鰭基部有2-3排鱗，整體呈深粉紅色，第2背鰭基部有3個橘色斑點，中線和臀鰭基部有粉紅色斑點，雄魚的眼睛下方有黑點，雌魚尾柄有深色橫帶，第一背鰭高，背鰭硬棘16枚、背鰭軟條10-11枚、臀鰭硬棘1枚、臀鰭軟條18-20枚，體長可達3.1公分，棲息在珊瑚礁淺水域，以藻類為食，雌魚產附著性卵在藻類築的巢，雄魚會守護卵，幼魚為浮游性，生活習性不明。